# (Life May Be) A Big Insanity
«(Life May Be) A Big Insanity» es el segundo sencillo extraído del álbum de Sandra Paintings in Yellow, y no fue capaz de repetir el éxito comercial de su predecesor, «Hiroshima».
La canción fue producida y compuesta por Michael Cretu, cuya letra fue escrita por el propio Cretu y Klaus Hirschburger. Los arreglos y la ingenierización fueron hechos por Michael Cretu y Frank Peterson. La carátula del sencillo fue diseñada por Mike Schmidt (Ink Studios), y la fotografía fue tomada por Dieter Eikelpoth.
La voz masculina que acompañaba a Sandra en la canción era la de Michael Cretu.
No entró en el top 20 alemán. La posición más alta que había alcanzado fue el número 27.

## Sencillo
- Sencillo 7"

A: «(Life May Be) A Big Insanity» - 4:29
B: «The Skin I'm In» (Single Version) - 3:40
- Sencillo 12"

A1: «(Life May Be) A Big Insanity» (Radio Edit) - 4:29
A2: «(Life May Be) A Big Insanity» (Club Mix) - 6:12
B1: «(Life May Be) A Big Insanity» (Dance Mix) - 6:39
B2: «(Life May Be) A Big Insanity» (Dub Mix) - 2:33
- CD maxi

1. «(Life May Be) A Big Insanity» (Radio Edit) - 4:29
2. «(Life May Be) A Big Insanity» (Club Mix) - 6:12
3. «(Life May Be) A Big Insanity» (Dance Mix) - 6:39
4. «(Life May Be) A Big Insanity» (Dub Mix) - 2:33
5. «The Skin I'm In» (Single Version) - 3:40

## Listas
| País (1990) | Puesto alcanzado |
| ----------- | ---------------- |
| Alemania    | 27               |
| Francia     | 41               |
| Israel      | 18               |